# 南昌城墙
南昌城墙，位于中国江西省南昌市。1927年至1928年，南昌城墙拆除。
南昌城墙全长7.2公里，共有7座城门，分别为德胜门、永和门、顺化门、进贤门、惠民门、广润门、章江门。

## 历史
西汉初年，灌婴进驻南昌，并建造城池，这是南昌最早的城墙。唐初，在原灌城的西北方向筑建洪都城，这是后世南昌城墙的源头。宋代时期，南昌在唐城的基础上续扩，城门达16座。明代，重筑城墙，比宋城内缩三十步，留下7座城门。1927年1月至1928年12月，南昌城墙全部拆除。